# Киши Карасу
Киши Карасу (каз. Кіші Қарасу) — село в Жарминском районе Абайской области Казахстана. Административный центр Карасуского сельского округа. Код КАТО — 634477100.

## Население
В 1999 году население села составляло 913 человек (484 мужчины и 429 женщин). По данным переписи 2009 года, в селе проживало 611 человек (320 мужчин и 291 женщина).